# سلفادور لوريا
سلفادور إدوارد لوريا (بالإيطالية: Salvador Edward Luria) ـ (ولد في تورينو في 13 أغسطس 1912 لعائلة من اليهود الشرقيين (السفارديم) وتوفي في ليكسنغتون بولاية ماساتشوستس في 6 فبراير 1991) عالم أحياء دقيقة أمريكي، إيطالي المولد، فاز بجائزة نوبل في الطب سنة 1969 بالاشتراك مع ألفرد هرشي وماكس دلبروك «لاكتشافاتهم المتعلقة بآليات تكاثر الفيروسات وتركيبها الجيني».

## روابط خارجية
- سلفادور لوريا على موقع الموسوعة البريطانية (الإنجليزية)
- سلفادور لوريا على موقع مونزينجر (الألمانية)
- سلفادور لوريا على موقع إن إن دي بي (الإنجليزية)